# Kómeitó
A Kómeitó (公明党; Hepburn: Kōmeitō), 1998 és 2004 közötti angol nevén Új Kómeitó Párt, japán politikai párt, amelyet a Szóka Gakkai buddhista új vallási mozgalom tagjai alapítottak. Japán második világháború utáni történelmének harmadik legöregebb pártja a Japán Kommunista Párt és a Liberális Demokrata Párt után. 2012 óta a Liberális Demokrata Párt koalíciós partnere és a kormány tagja.

## Története
A Kómeitót (magyarul: Tiszta Kormányzat Párt) a Szóka Gakkai buddhista új vallási mozgalom hozta létre. Első pártgyűlését 1964. november 17-én tartotta Tokióban, bár a Szóra Gakkai három tagja pártonkívüliként már az 1956-os felsőházi választáson parlamenti mandátumot szerzett. A mozgalom 1962-ben – amikor a mozgalomnak már 15 tagja volt felsőházi képviselő – alapította meg politikai szervezetét, a Kómei Seidzsi Renmei-t (magyarul: Tiszta Kormányzat Liga); a Kómeitó, mint párt, ebből a politikai szervezetből alapult csaknem három évvel később. Az első pártgyűlésen meghatározott három célja a politikai élet megtisztítása, a parlamenti demokrácia fenntartása és az emberek jólétének biztosítása volt. Az 1960-as években a Szóka Gakkai egyre nagyobb népszerűségre tett szert Japánszerte, részben ennek köszönhetően a Kómeitó az  1967-es alsóházi választásokon 25 mandátumot szerzett és a parlament negyedik legnagyobb frakcióval rendelkező pártja lett a Liberális Demokrata Párt, a Japán Szocialista Párt és a Demokratikus Szocialista Párt után.
A kezdeti években a Kómeitó a liberális demokrata kormányzat elleni baloldali ellenzék része volt a szocialistákkal és a demokratikus szocialistákkal egyetemben. A Japán Szocialista Párthoz hasonlóan ellenezte az amerikai–japán biztonsági egyezményt és azt vallotta, hogy a Japán Önvédelmi Haderő létezése sérti Japán békealkotmányát. Az 1978-as pártgyűlés után azonban a Kómeitó egyre inkább centrista és jobboldali konzervatív nézeteket vallott és elismerte az amerikai egyezmény szükségességét és a védelmi erők alkotmányosságát.
A Kómeitó ideológiájának változását a helyi és regionális önkormányzatokban a liberális demokratákkal közös együttműködés is befolyásolta. A Kómeitó gyorsan erősödött a helyi és regionális önkormányzatok szintjén és már az 1969-es tokiói önkormányzati választáson 25 mandátumot gyerve a tokiói fővárosi közgyűlésben a második legnagyobb párt lett. Az ilyen önkormányzatokban a Kómeitó egyre többször szavazott együtt a konzervatív Liberális Demokrata Párttal, ez az együttműködés pedig egyre inkább befolyásolta a párt országos politikáját. Az 1970-es évek elején például a Kómeitó és főtitkára, Takeiri Josikacu fontos szerepett játszott a kínai–japán kapcsolatok normalizálásában: Takeiri közvetített kínai vezetők és Tanaka Kakuei, Japán akkori liberális demokrata miniszterelnöke között annak ellenére, hogy névlegesen a Kómeitó országos szinten az LDP ellenzéke volt.
Számos botrányt követően a Szóka Gakkai és a Kómeitó 1970-ben megszakított minden hivatalos kapcsolatot. Az azt megelőző évben például egy neves egyetemi tanár egy a Szóka Gakkait hevesen kritizáló könyvet írt, amelynek kiadását a Kómeitó a politikai befolyását kihasználva megpróbált megállítani. A könyvkiadás ellenében állítólagosan az LDP-s pártelnök (és később miniszterelnök) Tanaka is fellépett a Kómeitó és LDP közötti együttműködés további jeleként. A botrányok után a párt vesztett népszerűségéből és az 1972-es alsóházi választásokon mándátumainak száma a korábbi 47-ről 29-re esett.
Az 1993-as alsóházi választások után a Kómeitó először lett a japán kormány tagja Hoszokava Morihiro miniszterelnök Liberális Demokrata Párt és a Japán Kommunista Párt nélküli nagykoalíciójában. A Kómeitónak négy miniszteri poszt jutott. 1994-ben a Kómeitó elhagyta a kormányt, amikor Murajama Tomícsi a liberális demokraták, szocialisták és az Új Szakigake Párt támogatásával miniszterelnök lett. Az 1993–1994-es évek jelentős politikai változásai után 1994 decemberében a pártot feloszlatták és két utódpártra, a Új Kómei Pártra (公明新党; Hepburn: Kōmei Shintō) és a Kómeire (公明; Hepburn: Kōmei) osztották; az előbbi még 1994 vége előtt összeolvadt az Ozava Icsiró vezette Új Határ Párttal. Az Új Határ Párt 1997 feloszlott, a korábbi Kómeitó két újabb csoportot hoztak létre, Új Béke Pártot (新党平和; Hepburn: Shintō Heiwa) és a Hajnal Klubot (黎明クラブ; Hepburn: Reimei Kurabu), míg mások követték Ozavát új pártjába, a Liberális Pártba. A különböző csoportosulások 1998. november 7-én újra létrehozták a Kómeitót, angol nevén Új Kómeitó Pártot.
Az ekkorra konzervatív nézeteket valló párt 1999-ben újra a kormánykoalíció része lett, amikor a párt szövetségre lépett a Liberális Demokrata Párttal és a Liberális Párttal Obucsi Keizó miniszterelnöksége alatt. A párt 2003-tól az LDP-Kómeitó kettős koalíció része. A két párt együtt indul az országos választásokon, és a 2009 és 2012 közötti időszak kivételével azóta együtt kormányozza az országot.